# Ліс Муссе
Ліс Муссе́ (англ. Lys Mousset, нар. 8 лютого 1996, Монтівільє, Франція) — французький футболіст, нападник німецького «Бохума».

## Клубна кар'єра
Вихованець футбольного клубу «Гавр».
З 2012 по 2019 виступав у складах клубів «Гавр-2», «Гавр» і «Борнмут».
2019 року перебрався у англійський «Шеффілд Юнайтед».